# Кольбаев, Кайрат Усенович
Кайрат Усенович (Усенбекович) Кольбаев (3 марта 1993) — киргизский футболист, левый защитник.

## Клубная карьера
С 2010 года находился в системе бишкекского «Дордоя». В 2010—2011 годах выступал в первой лиге Кыргызстана за «Дордой-2», в 2012—2015 годах играл в высшей лиге за фарм-клуб «Дордоя» — «Ала-Тоо». По состоянию на 2015 год был капитаном «Ала-Тоо». В 2016 и первой половине 2017 года играл за основной состав «Дордоя», в том числе выходил на поле в матчах Кубка АФК. Серебряный призёр чемпионата и обладатель Кубка Кыргызстана 2016 года.
В июле 2017 года был отдан в аренду в «Алгу». С 2018 года играл за «Алгу» на полноценном контракте, в конце 2019 года покинул клуб. Бронзовый призёр чемпионата Кыргызстана 2019 года.

## Карьера в сборной
Выступал за молодёжную сборную Кыргызстана, в том числе в 2014 году участвовал в Кубке Содружества и сыграл 5 матчей. В составе олимпийской сборной участвовал в Азиатских играх 2014 года, но во всех матчах оставался в запасе.